# إي. د. سميث
إي. د. سميث (بالإنجليزية: E. D. Smith)‏ هو سياسي كندي، ولد في 8 ديسمبر 1853 في كندا، وتوفي في 15 أكتوبر 1948. حزبياً، نشط في حزب كندا المحافظ. وقد انتخب عضو مجلس الشيوخ الكندي وانتخب عضو مجلس العموم الكندي.